# Mirni (Krasnoarméiskaya, Krasnodar)
Mirni (del ruso: Мирный) es un posiólok del raión de Krasnoarméiskaya del krai de Krasnodar, en Rusia. Está situado en las tierras bajas de Kubán-Azov, al inicio del delta del Kubán, 16 km al sudeste de Poltávskaya y 59 km al noroeste de Krasnodar. Tenía 695 habitantes en 2010
Pertenece al municipio Oktiábrskoye.